# 新宿區

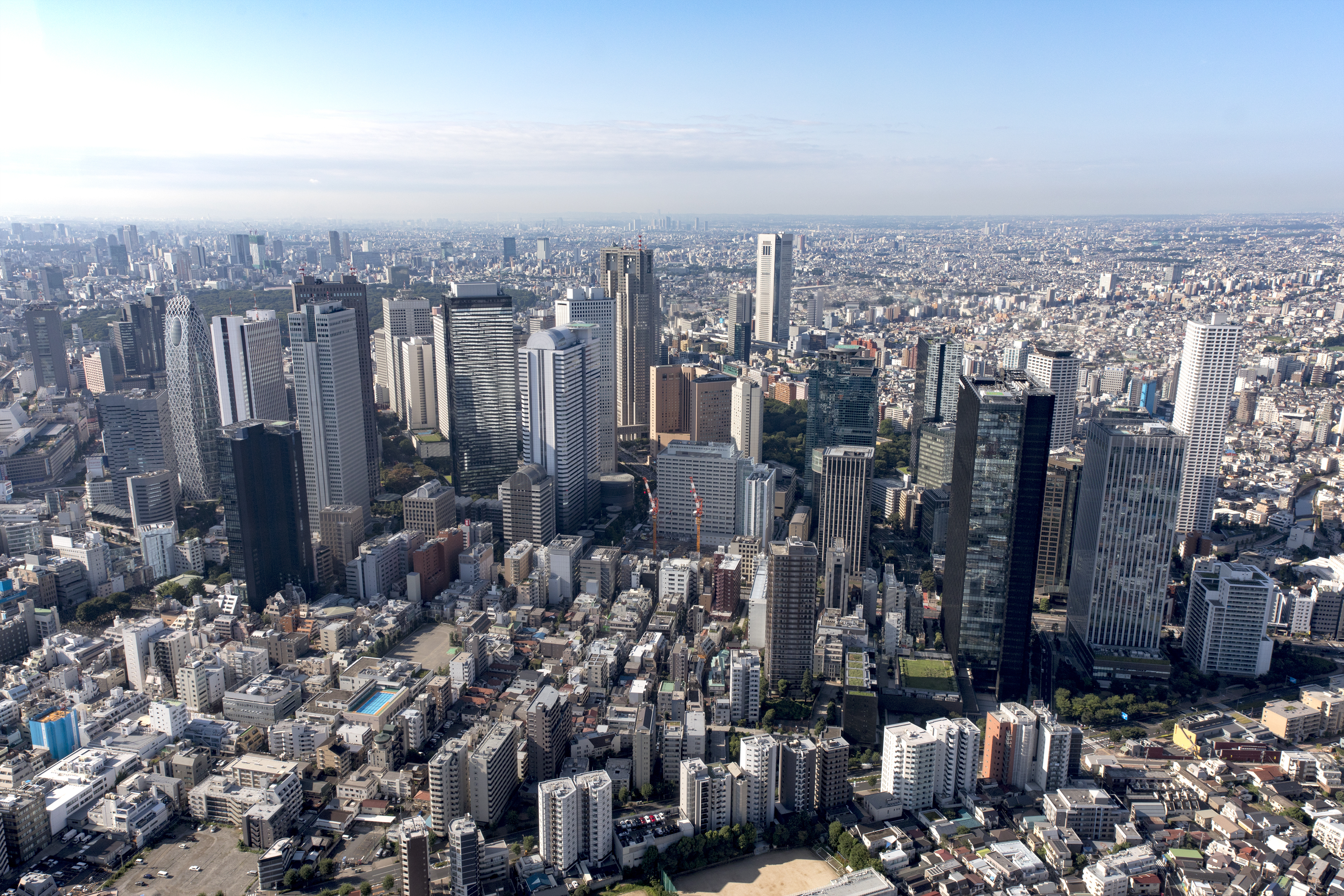
新宿副都心的天際線，攝於2017年9月3日

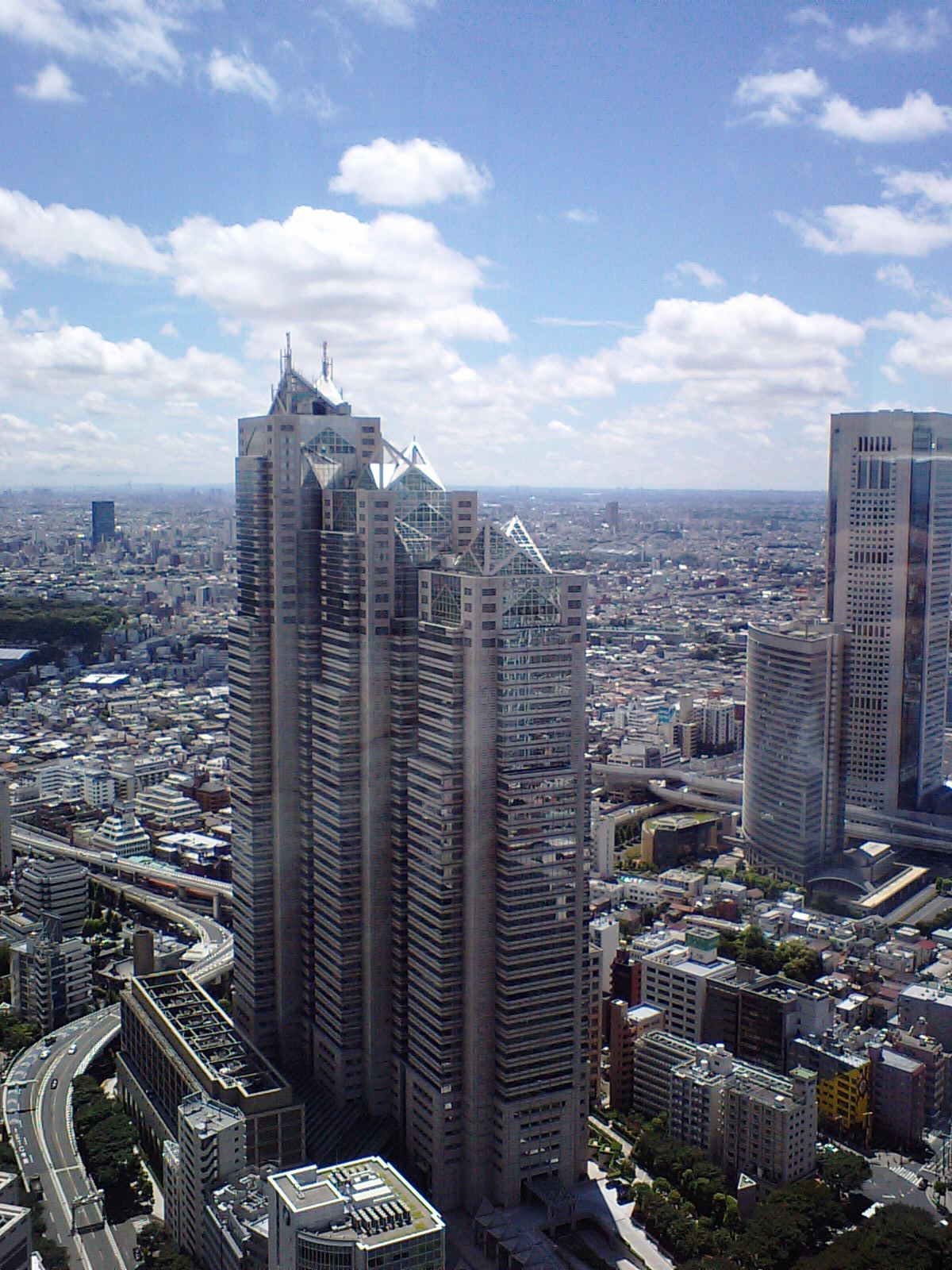
新宿公園塔是全區第二高的建築

新宿區（日语：／ Shinjuku ku */?，發音：[ɕiɲdʑɯkɯ] ⓘ）是日本東京都的特別區之一，為東京都廳（都政府）所在地。區內的新宿站為日本旅運人次最多的鐵路車站，而以新宿站為中心的商圈（包括新宿副都心），為東京乃至於整個日本重要的的中心商業區之一。

## 概要
新宿區成立於1947年3月15日，由四谷區、牛込區與淀橋區合併而成。它位於東京都中心部，也是東京都政府的所在地。區內居住人口約30萬，其中外國人約占3萬人，其外國人比例達到10%以上，為日本相對較高的地區。新宿區的外國人組成多元，包括大量的華裔及歐美裔人士，特別是新大久保地區以韓國人社區著稱。新宿、大久保、北新宿、高田馬場、四谷等，在日本皆為人所熟知的地區。新宿車站為日本第一大交通樞紐，車站周邊已形成東京的副都心。新宿區內亦匯聚了多所知名教育機構，如早稻田大學、慶應義塾大學信濃町校區，簡稱「早慶」以及中央大學市谷校區、東京醫科大學、日本大學新宿衛星校區、法政大學市谷校區等，故此亦以大學城聞名。在日間，新宿區的常駐人口約為80萬人，夜間則降至35萬人以下，顯示出日夜人口數量的巨大差異。
新宿區位於東京市區內中央偏西的地帶，其中新宿車站為東京市區西側的交通樞紐之一，涵蓋JR山手線、JR中央本線、JR總武線，以及私鐵公司京王電鐵、小田急電鐵的總部都位於此站。此外，數條地鐵線亦途經此站。來往東京市中心及首都圈外圍的多數列車停靠新宿，或以新宿為起點或終點站。
以新宿車站為中心，向西的西新宿，是戰後由東京都政府所規劃的中心商業區，亦稱為「新宿新都心」。東京都的行政中心東京都廳舍即位於此區，鄰近則是眾多大型企業總部的摩天大樓。而新宿車站南口則聚集了百貨公司與商店街，著名地點包括高島屋旗艦店「高島屋時代廣場」（Takashimaya Times Square）與紀伊國屋總店。
對比西新宿的現代化與規劃，新宿車站東側的東新宿地區（新宿東口），則為熱鬧且充滿傳統商業活動的地帶。在國際間有名的紅燈區——歌舞伎町，便位於新宿東口範圍之內。
在廣受歡迎的日本漫畫《城市獵人》中，新宿車站東口公園為故事的主要舞台。
2016年賣座動畫電影《你的名字。》中，導演新海誠選取了新宿區內多個景點作為取景地，包括新宿警察署、新宿車站、千駄谷站、信濃町陸橋、四谷須賀町等。

## 人口
| 新宿區人口分布圖 |                                               |  |
| 新宿區與日本全國年齡別人口分布比較圖 （2005年資料） | 新宿區的年齡、男女別人口分布圖 （2005年資料） |  |
| ■紫色是新宿區 ■綠色是全国 | ■藍色是男性 ■紅色是女性                       |  |
| 新宿區人口變化 \| 1970年 \| 390,657人 \| \| \| 1975年 \| 367,218人 \| \| \| 1980年 \| 343,928人 \| \| \| 1985年 \| 332,722人 \| \| \| 1990年 \| 296,790人 \| \| \| 1995年 \| 279,048人 \| \| \| 2000年 \| 286,726人 \| \| \| 2005年 \| 305,716人 \| \| \| 2010年 \| 326,309人 \| \| \| 2015年 \| 333,560人 \| \| \| 2020年 \| 349,385人 \| \| |                                               |  |
| 資料來源：日本總務省統計中心提供之人口普查數據 |                                               |  |
| 1970年 | 390,657人                                     |  |
| 1975年 | 367,218人                                     |  |
| 1980年 | 343,928人                                     |  |
| 1985年 | 332,722人                                     |  |
| 1990年 | 296,790人                                     |  |
| 1995年 | 279,048人                                     |  |
| 2000年 | 286,726人                                     |  |
| 2005年 | 305,716人                                     |  |
| 2010年 | 326,309人                                     |  |
| 2015年 | 333,560人                                     |  |
| 2020年 | 349,385人                                     |  |

### 外国人登录者
截止至2004年11月1日新宿区外国人登录者数达28,252人。
外国人登录者最多的10個國家。
- 韩国、朝鮮 11,351
- 中国 9,316
- 法国 877
- 缅甸 836
- 菲律宾 762
- 美国 721
- 马来西亚 680
- 泰国 595
- 印度尼西亚 467
- 英国 439

### 日夜人口差
2005年夜間人口（居住者）為303,808人，區外通勤者與通學生、居住者在內的區内日間人口達770,094人，為夜間人口的2.535倍。

## 地理
新宿區位於東京都區部的中央偏西側。

### 地勢
整體來看，新宿區位於武藏野台地（下末吉面、武藏野面）與江戶低地的交界。
下末吉面（淀橋台）與武藏野面（本鄉台一部分與豐島台）兩座高地的相疊形成區內地勢最高的箱根山（44.6公尺、戶山一丁目）。標高30公尺的淀橋台（新宿、西新宿等地區）與標高20公尺的豐島台（落合、大久保等地區）為平坦的高地，近代鐵路鋪設後人口急速增加。
這些高台之間是標高不到10公尺的江戶低地。神田川、妙正寺川沿著低地流動，過去諏訪、戶塚地區是廣大的濕地。區內的外苑東通與靖國通也是沿著低地闢建。
區內有許多聯絡高地與低地的坂（坡道），孕育了古時的風情與文化。

## 相邻的其他区

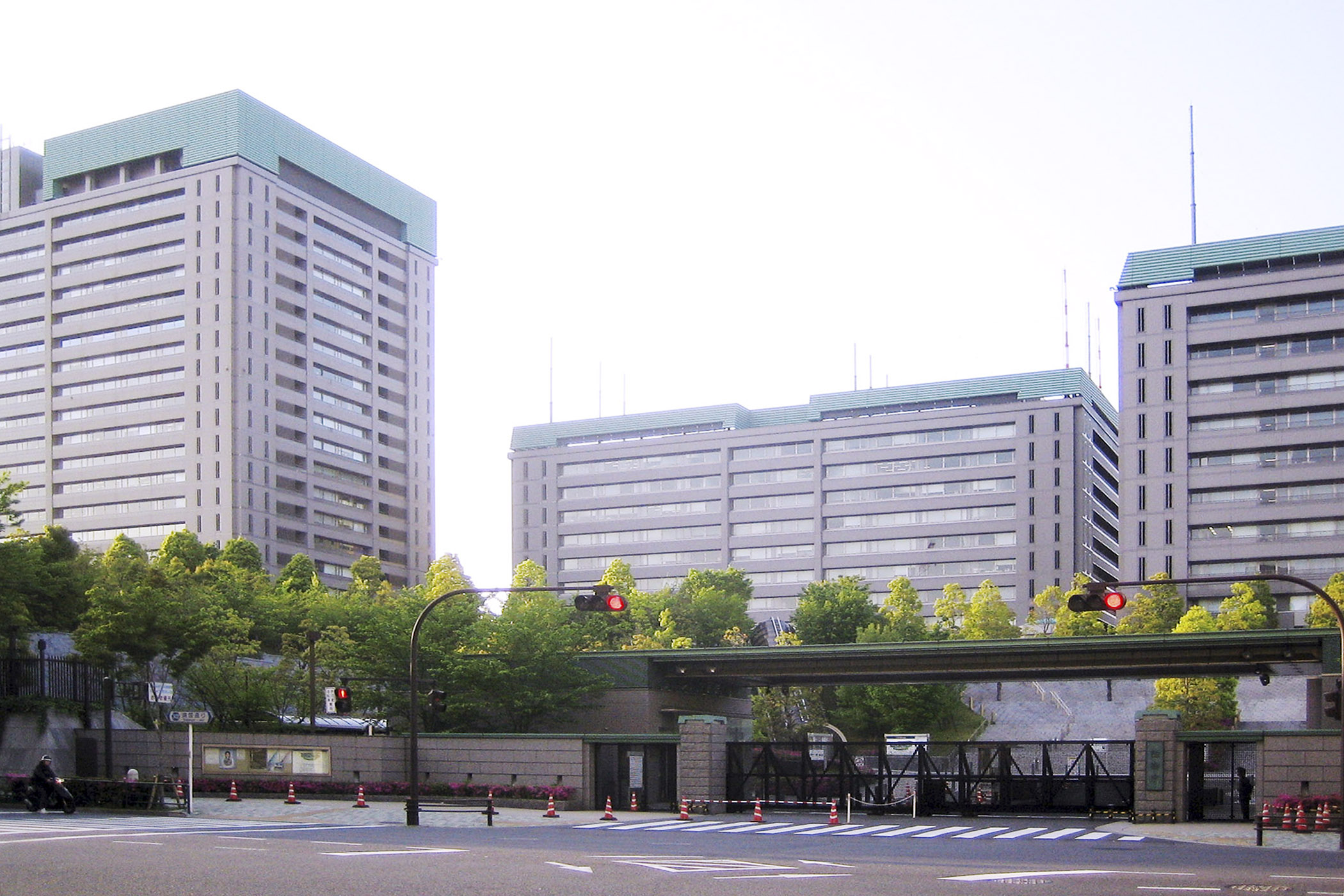
位於東京新宿區的防衛省

西新宿高樓群

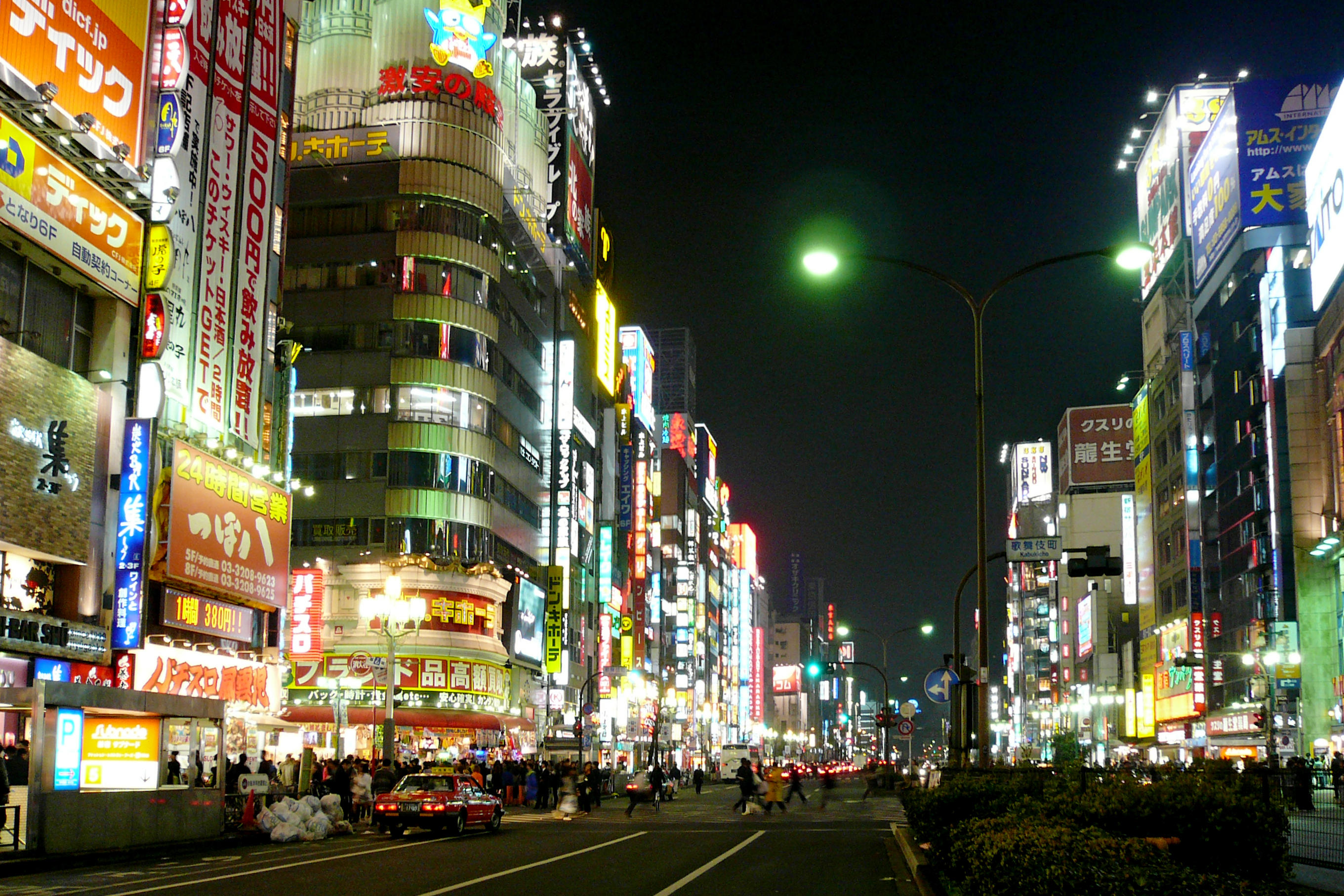
新宿東口商業街的大型看板螢幕與霓虹燈招牌

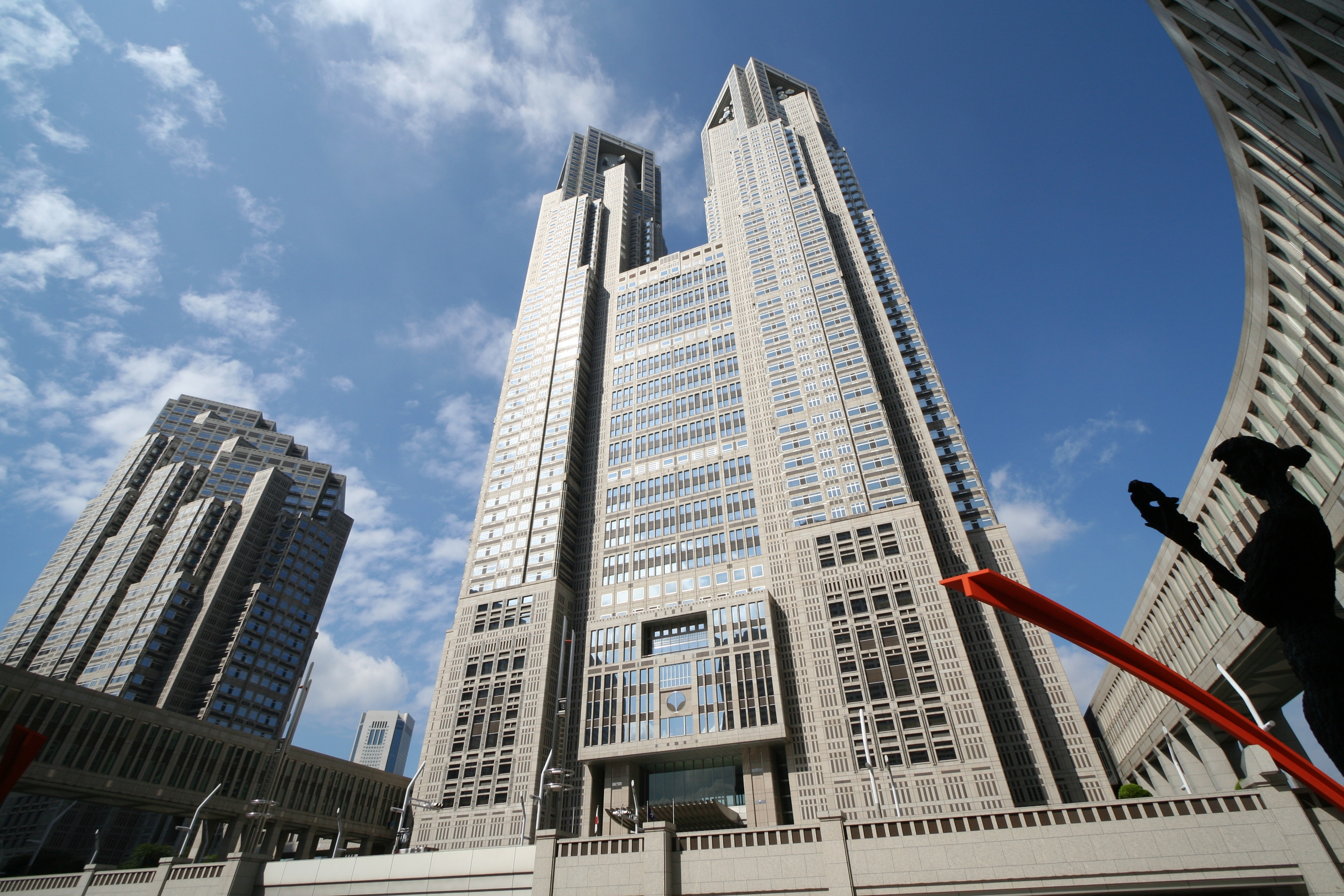
東京都廳舍

- 东 - 千代田区
- 北 - 文京区、丰岛区
- 西 - 中野区
- 南 - 澀谷区、港区

## 歷史
新宿區是由東京市四谷區、牛込區、豐多摩郡內藤新宿町、淀橋町、大久保町、戶塚町、落合町（5町編入東京市時，內藤新宿町為四谷區域，其他4町為淀橋區）等所組成的自治體，1947年（昭和22年）3月15日成立。

### 沿革
- 1878年（明治11年）11月2日：郡區町村編制法施行，東京府分15區6郡。
  - 麹町區、神田區、日本橋區、京橋區、芝（東京都港區）、麻布區、赤坂區、四谷區、牛込區、小石川區、本郷區、下谷區、淺草區、本所區、深川區、荏原郡、南豐島郡、北豐島郡、東多摩郡、南足立郡、南葛飾郡
- 1889年（明治22年）5月1日：東京府施行市制、町村制。
  - 東京市成立。四谷區、牛込區等15區屬東京市。
  - 南豐島郡內的町村（內藤新宿町、淀橋町、大久保村、戶塚村、落合村等）成立。
  - 南豐島郡千駄谷村一部分編入四谷區。
  - 南豐島郡牛込早稻田村編入牛込區。
  - 南豐島郡下落合村一部分編入北豐島郡長崎村。
- 1891年（明治24年）3月18日：南豐島郡內藤新宿町一部分（大字內藤新宿一丁目、大字內藤新宿添地町各一部分）編入東京市，以後屬四谷區域。
- 1896年（明治29年）4月1日：南豐島郡與東多摩郡合併為豐多摩郡。
- 1898年（明治31年）12月1日：淀橋淨水工場（淀橋淨水場）（日语：淀橋浄水場）通水。神田、日本橋地區開始給水。
- 1912年（大正元年）12月1日：豐多摩郡大久保村施行町制。大久保町成立。
- 1914年（大正3年）1月1日：豐多摩郡戶塚村施行町制。戶塚町成立。
- 1920年（大正9年）4月1日：豐多摩郡內藤新宿町全域編入東京市，以後屬四谷區域。
- 1924年（大正13年）2月1日：豐多摩郡落合村施行町制。落合町成立。
- 1932年（昭和7年）10月1日：豐多摩郡淀橋町、大久保町、戶塚町、落合町編入東京市。4町成立東京市淀橋區。（東京市に納入周邊82町村，成立淀橋區等20區。東京市域大幅擴大，以後稱為「大東京市」。）
- 1943年（昭和18年）7月1日：東京都制施行，東京府與東京市廢止，東京都成立。四谷區、牛込區、淀橋區為東京都行政區。
- 1946年（昭和21年）：東京都區域整理委員會（東京都諮詢機關）設立，開始研議東京都區域再編。最終方案為以下的22區移行案。
  - 12區移行案 - 四谷區、牛込區、小石川區（現在文京區西側）、淀橋區、豐島區合併
  - 22區移行案（25區移行案的修正版） - 四谷區、牛込區、淀橋區合併（大致與現行23區相同。練馬區不與板橋區拆分，為22區。）
  - 25區移行案 - 四谷區、牛込區、淀橋區合併（新宿區域與22區移行案相同。不同的地方是赤坂區與澀谷區合併，新設練馬區與玉川區，足立區與江戶川區區域變更等。）
- 1947年（昭和22年）
  - 3月15日：東京都制第141條，四谷區、牛込區、淀橋區止（合併）成立東京都新宿區。（東京都行政區成立。）區長由東京都長官任命。新宿區役所設在舊牛込區役所（箪笥町，現牛込箪笥區民中心）。
  - 5月3日：地方自治法施行，新宿區為特別區。公選區長岡田昇三就任。
- 1949年（昭和24年）3月15日：制定區歌「大新宿區之歌」。
- 1950年（昭和25年）1月1日：區役所移至歌舞伎町。（第一次遷移。）
- 1965年（昭和40年）3月31日：淀橋淨水場（角筈三丁目，現西新宿二丁目）廢止。淨水場機能轉給東村山淨水場（東村山市）。以後，舊址開始進行新宿副都心地區整備計畫。
- 1966年（昭和41年）11月21日：區役所新廳舍（現本廳舍，歌舞伎町一丁目）完成。業務開始。（第二次移轉。現址。）
- 1967年（昭和42年）3月15日：制定區紋章。
- 1972年（昭和47年）9月19日：制定區花「杜鵑花」，區木「櫸樹」。
- 1975年（昭和50年）4月1日：東京都將新宿中央公園交由新宿區管理。

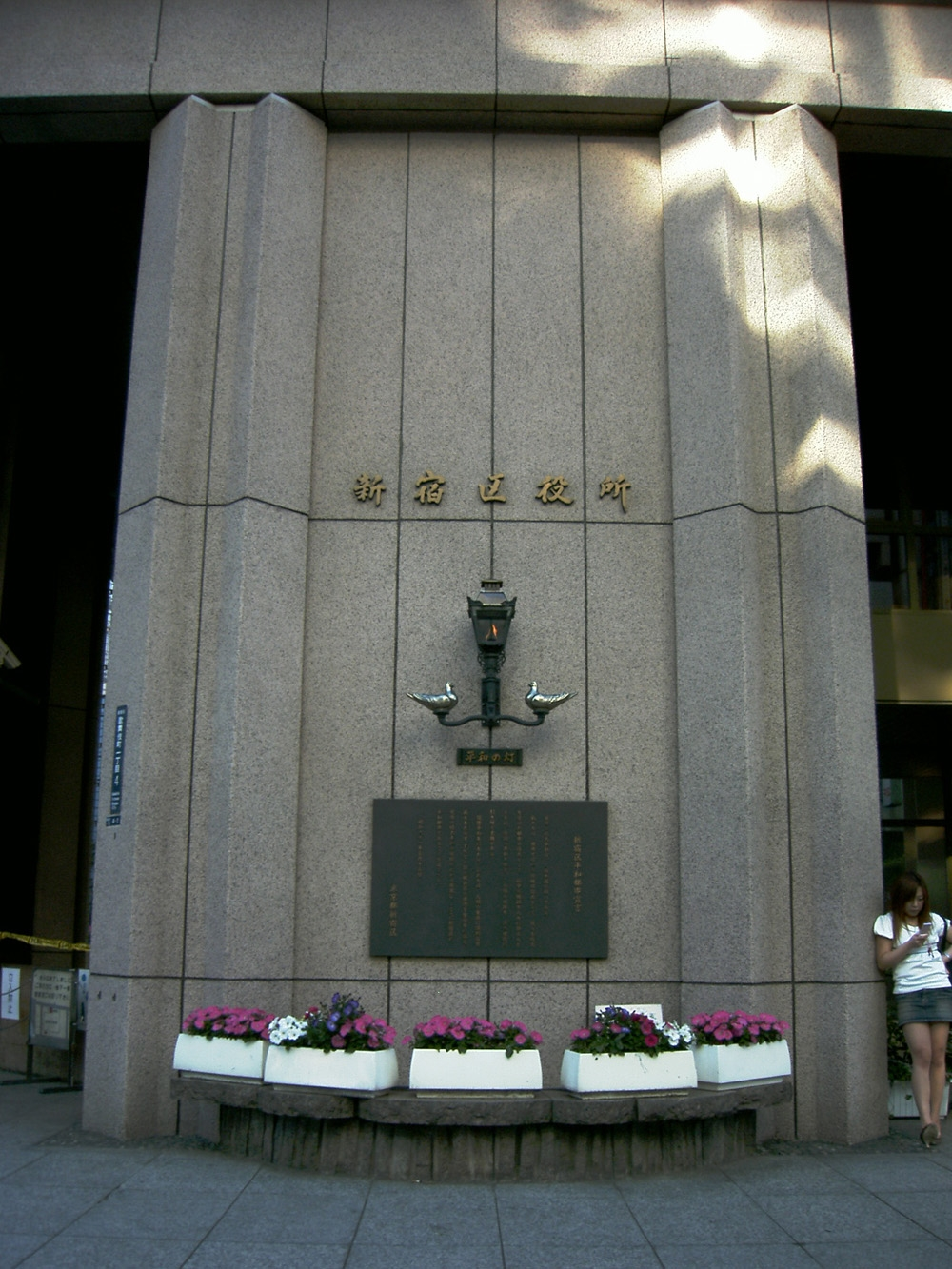
新宿區役所、本廳舍前

- 1977年（昭和52年）：區役所分廳舍在歌舞伎町（現歌舞伎町一丁目、現第一分廳舍建設地）完成，業務開始。
- 1986年（昭和61年）：平和都市宣言。
- 1989年（平成元年）9月18日：區役所第二分廳舍（歌舞伎町一丁目、現本廳舍北方30公尺）完成，業務開始。分廳舍因改建工程而關閉。
- 1991年（平成3年）
  - 4月1日：東京都廳第一本廳舍、第二本廳舍、都議會議事堂（西新宿二丁目）完成，從舊都廳舍（千代田區丸之內三丁目、現東京國際論壇建設地）遷至此地，業務開始。
  - 舊分廳舍改建區役所第一分廳舍（歌舞伎町一丁目、現第一分廳舍）完成，業務開始。
- 1994年（平成6年）：環境都市宣言。
- 1995年（平成7年）10月：宣布財政非常事態。
- 1997年（平成9年）4月28日：區役所四谷廳舍（內藤町、四谷區民中心內）完成，業務開始。第二分廳舍廢止。
- 2000年（平成12年）：防衛廳本廳舍從港區赤坂九丁目（六本木廳舍舊址，現在東京中城）移往新宿區市谷本村町（陸上自衛隊市谷駐屯地）。
- 2003年（平成15年）
  - 4月7日：任命「原子小金剛」為新宿區「未來特使」。
  - 4月25日：2001 - 2002年度實質單年度收支出現黑字，宣布財政非常事態宣言「結束」。
- 2004年（平成16年）2月9日：區役所第二分廳舍（新宿五丁目、現第二分廳舍）完成，業務開始。四谷廳舍廢止。
- 2005年（平成17年）8月：「新宿區空罐等散亂與路上吸煙被害防止相關條例」施行。
- 2012年（平成24年）9月：區政府大楼的耐震指標（IS値）僅0.15，未達公共設施的目標值0.7，震度6弱可能造成建筑物倒塌，區長宣布2014年度進行耐震補強工程。[3]

### 區名由來
區名源自甲州街道途中建於信州高遠藩內藤氏江戶宅邸的新宿場「內藤新宿」。

## 區政

### 區長
- 吉住健一
- 任期：2014年（平成26年）11月24日至2022年（令和4年）11月23日

### 區議會
- 席次: 38人（缺額2）
- 任期:2015年（平成23年）4月30日

| 會派                       | 席次 |
| -------------------------- | ---- |
| 自由民主黨新宿區議會議員團 | 9    |
| 新宿區議會公明黨           | 9    |
| 日本共産黨新宿區議會議員團 | 8    |
| 民主、無所屬俱樂部         | 4    |
| 區民主權之會               | 4    |
| 社會新宿區議會議員團       | 1    |
| 新宿區議會花丸俱樂部       | 1    |

※ 社會新宿區議會議員團是社會民主黨與新社會黨的統一會派。

### 象徵
- 區花 - 杜鵑花
- 區木 - 櫸樹

### 友好城区
- 日本
  -  长野县高遠町（日语：高遠町）（1986年7月12日缔结，后于2006年合并入伊那市）
  -  长野县伊那市（2006年7月2日缔结）
- 希腊
  - 莱夫卡斯州（1989年10月12日缔结）
- 德国
  -  柏林米特区（1994年7月6日缔结）
- 中华人民共和国
  - 北京市东城区（1995年10月15日缔结）

## 交通

### 鐵路
東日本旅客鐵道（JR東日本）
- 山手線：新宿站 - 新大久保站 - 高田馬場站
- 中央線快速：四谷站 - 新宿站
- 中央·總武緩行線：四谷站 - 信濃町站 -千駄谷站（澀谷區）-代代木站（澀谷區） - 新宿站 - 大久保站
- 埼京線：新宿站
- 湘南新宿線：新宿站

東京地下鐵
- 丸之內線：西新宿站 - 新宿站 - 新宿三丁目站 - 新宿御苑前站 - 四谷三丁目站 - 四谷站
- 東西線：落合站 - 高田馬場站 - 早稻田站 - 神樂坂站
- 有樂町線：飯田橋站
- 南北線：四谷站 - 市谷站 - 飯田橋站
- 副都心線：西早稻田站 - 東新宿站 - 新宿三丁目站

東京都交通局（都營地下鐵）
- 新宿線：新宿站 - 新宿三丁目站 - 曙橋站
- 大江戶線：都廳前站 - 新宿西口站 - 東新宿站 - 若松河田站 - 牛込柳町站 - 牛込神樂坂站 - （文京區、台東區、墨田區、江東區、中央區、港區） - 國立競技場站  - （澀谷區） - 都廳前站 - 西新宿五丁目站  - （中野區） - 中井站 - 落合南長崎站

東京都交通局（東京都電車）
- 荒川線：早稻田停留場 - 面影橋停留場

小田急電鐵
- 小田原線：新宿站

京王電鐵
- 京王線、京王新線：新宿站

西武鐵道
 新宿線：西武新宿站 - 高田馬場站 - 下落合站 - 中井站

### 道路

#### 高速道路、國道、東京都道
- 首都高速道路
  - 4號新宿線
  - 5號池袋線
  - 中央環狀新宿線（C2）
- 國道20號（新宿通 - 甲州街道）
- 東京都道8號千代田練馬田無線
  - 本線（目白通）
  - 支線（新目白通）
- 東京都道302號新宿兩國線
  - 本線（靖國通 - 青梅街道）
  - 支線（職安通 - 余丁町通）
- 東京都道305號芝新宿王子線（明治通）
- 東京都道317號環狀六號線（山手通）
- 東京都道319號環狀三號線（外苑東通）
- 東京都道405號外濠環狀線（外堀通）
- 東京都道414號四谷角筈線
- 東京都道418號北品川四谷線（外苑西通）
- 東京都道433號神樂坂高圓寺線（大久保通）
- 東京都道440號落合井草線（新青梅街道）

#### 新宿區內的愛稱道路
| - 牛込中央通 - 江戶川橋通 - 神樂坂通 - 上落合中通 - 區役所通 | - Ground坂通 - 小瀧橋通 - 三榮通 - 女子醫大通 | - 早大通 - 津之守坂通 - 哲學堂通 - 夏目坂通 | - 箱根山通 - 八幡通 - 花園通 - 文化中心通 |

#### 東京都廳周邊道路
東西向道路由北舉列，南北向道路由東舉列

| - 北通（接續方南通） - 中央通 - 接觸通 - 南通（水道道路 - 接續井之頭通） | - 東通 - 議事堂通 - 都聽通 - 公園通（接續首都高速4號新宿線的新宿出入口） |

### 交通網整備沿革
- 1885年（明治18年）
  - 3月1日：日本鐵道品川線（現在JR山手線一部分）開業，赤羽 - 品川間開通。同日新宿站開業。
  - 3月16日：品川線目白站開業。
- 1889年（明治22年）4月11日：甲武鐵道（現在JR中央本線）開業，立川 - 新宿間開通。
- 1894年（明治27年）10月9日：甲武鐵道（八王子 - 新宿間）延伸，新宿 - 牛込間開通。信濃町站、四谷站、牛込站開業。
- 1895年（明治28年）
  - 3月6日：甲武鐵道市谷站開業。
  - 5月5日：甲武鐵道大久保站開業。
- 1904年（明治37年）8月21日：甲武鐵道千駄谷站開業。
- 1909年（明治42年）10月12日：品川線改為山手線，舊甲武鐵道線改聞中央東線。
- 1910年（明治43年）9月15日：山手線高田馬場站開業。
- 1911年（明治44年）5月1日：中央東線改稱中央本線。
- 1914年（大正3年）11月15日：山手線新大久保站開業。
- 1915年（大正4年）5月1日：京王電氣軌道（現京王線）往停車場站（新宿站）延伸。
- 1927年（昭和2年）
  - 4月1日：小田原急行鐵道（現小田急電鐵小田原線）開業、新宿 - 小田原間開通。
  - 4月16日：西武鐵道村山線開業、高田馬場 - 東村山間開通。中井站、下落合站、高田馬場站開業。
- 1928年（昭和3年）11月15日：飯田橋站開業，牛込站廢止。
- 1952年（昭和27年）3月25日：西武新宿站開業。西武村山線高田馬場站延伸至西武新宿站。西武村山線改稱西武新宿線。
- 1957年（昭和32年）6月4日：曙橋（外苑東通與靖國通的立體交差橋）完成。
- 1959年（昭和34年）3月15日：丸之內線（池袋 - 霞關間）延伸、霞關 - 新宿間開通。新宿站、新宿御苑前站、四谷三丁目站、四谷站開業。
- 1961年（昭和36年）2月8日：荻窪線（今日丸之內線新宿以西部分）第一次開通（開通區間為新宿 - 新中野間）。丸之内線新宿三丁目站開業。
- 1964年（昭和39年）
  - 8月：首都高速4號新宿線第一次開通（開通區間為三宅坂 - 初台間）。設置外苑出入口與新宿出入口。
  - 12月23日：東西線第一次開通（開通區間為九段下 - 高田馬場間）。高田馬場站、早稻田站、神樂坂站開業。
- 1966年（昭和41年）3月16日：東西線（九段下 - 高田馬場間）延伸、竹橋 - 九段下間與高田馬場 - 中野間開通。落合站開業。
- 1969年（昭和44年）6月：首都高速5號池袋線（竹橋 - 西神田間）延伸、西神田 - 護國寺間開通。設置飯田橋出入口。
- 1974年（昭和49年）10月30日：有樂町線第一次開通（開通區間為池袋 - 銀座一丁目間）。江戶川橋站、飯田橋站、市谷站開業。
- 1980年（昭和55年）3月16日：都營新宿線（東大島 - 岩本町間）延伸、岩本町 - 新宿間開通。曙橋站、新宿三丁目站、新宿站開業。同線與京王新線開始相互直通運轉。
- 1986年（昭和61年）3月3日：埼京線延伸至新宿站。
- 1987年（昭和62年）1月23日：首都高速5號池袋線設置新的早稻田出口。
- 1991年（平成3年）12月21日：新宿御苑隧道開通。
- 1996年（平成8年）
  - 3月26日：南北線（赤羽岩淵 - 駒込間）延伸、駒込 - 四谷間開通。飯田橋站、市谷站、四谷站開業。
  - 5月28日：丸之內線西新宿站開業。
- 1997年（平成9年）
  - 9月30日：南北線（赤羽岩淵 - 四谷間）延伸、四谷 - 溜池山王間開通。永田町站開業。
  - 12月19日：都營地下鐵12號線（光丘 - 練馬間）延伸、練馬 - 新宿間開通。落合南長崎站、中井站、西新宿五丁目站、都廳前站開業。
- 2000年（平成12年）
  - 4月20日：都營地下鐵12號線（光丘 - 新宿間）延伸、新宿 - 國立競技場間開通。國立競技場站開業。同日、都營地下鐵12號線改稱大江戶線。
  - 12月12日：都營大江戶線（光丘 -都廳前 - 國立競技場間）延伸、國立競技場 - 六本木 - 大門 - 兩國 - 飯田橋 - 都廳前間開通。牛込神樂坂站、牛込柳町站、若松河田站、東新宿站、新宿西口站開業。

## 機關、設施

### 新宿區機關
| - 新宿區役所 - 本廳舍（歌舞伎町一丁目） - 第一分廳舍（歌舞伎町一丁目） - 第二分廳舍（新宿五丁目） - 各種窗口 - 榎町特別出張所（早稻田町） - 大久保特別出張所（大久保二丁目） - 落合第一特別出張所（下落合四丁目） - 落合第二特別出張所（中落合四丁目） - 柏木特別出張所（北新宿二丁目） - 箪笥町特別出張所（箪笥町） - 角筈特別出張所（西新宿四丁目） - 戶塚特別出張所（高田馬場二丁目） - 四谷特別出張所（內藤町） - 若松町特別出張所（若松町） | - 保健事務 - 新宿區保健所（新宿五丁目） - 牛込保健中心（辯天町） - 落合保健中心（下落合四丁目） - 西新宿保健中心（西新宿七丁目） - 四谷保健中心（四谷四丁目） - 清掃事務、道路管理 - 新宿清掃事務所（下落合二丁目） - 歌舞伎町清掃中心（歌舞伎町二丁目） - 新宿東清掃中心（三榮町） - 新宿中央公園事務所（西新宿二丁目） - 西部道路公園事務所（下落合一丁目） - 東部道路公園事務所（市谷仲之町） |

### 警察、消防
| - 警視廳 - 牛込警察署（南山伏町） - 新宿警察署（西新宿六丁目） - 戶塚警察署（西早稻田三丁目） - 四谷警察署（左門町） - 新宿運轉免許更新中心（西新宿二丁目） - 新宿少年中心（西新宿五丁目） - 東京消防廳 - 第四方面本部（大久保三丁目3-14-26）※新宿消防署戶塚出張所廳舍內3階 - 四谷消防署（四谷3-10-4）指揮隊、幫浦隊2（特別消火中隊）、梯隊、救急隊1 - 新宿御苑出張所（新宿1-8-3）幫浦隊2、救急隊2 - 牛込消防署（筑土八幡町5-16）指揮隊、幫浦隊2、梯隊、救急隊1 - 早稻田出張所（早稻田鶴卷町504-6）幫浦隊2（特別消火中隊） - 新宿消防署（百人町3-29-4）指揮隊、幫浦隊2、梯隊、特別救助隊、救急隊2 - 落合出張所（中落合3-7-1）幫浦隊1、救急隊1 - 戶塚出張所（大久保3-14-26）幫浦隊2、救急隊1 - 大久保出張所（新宿6-27-43）幫浦隊1、救急隊1 - 西新宿出張所（西新宿3-7-38）幫浦隊2（特別消火中隊）、梯隊、救急隊2 |

### 東京都機關

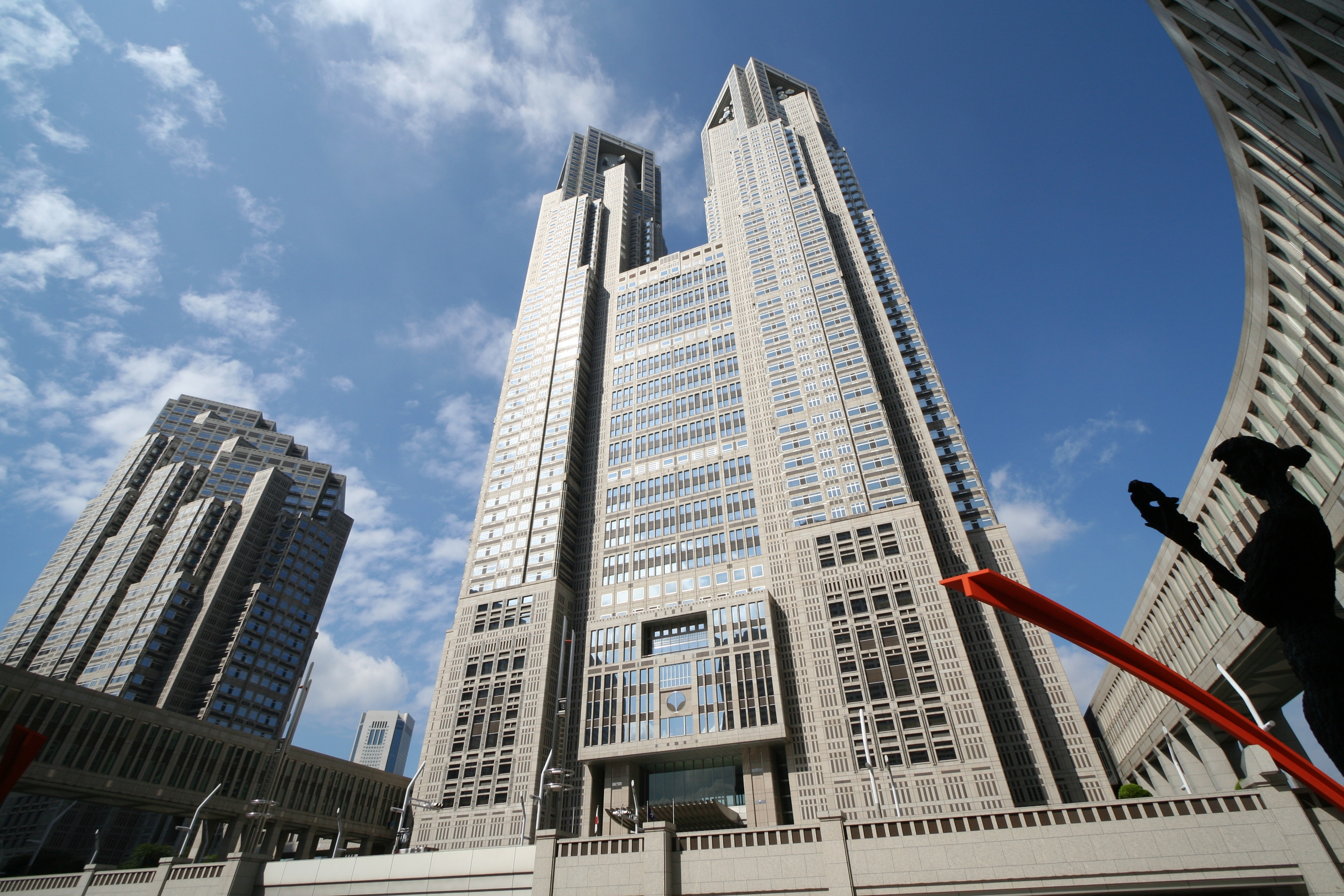
東京都廳第一本廳舍、第二本廳舍

- 東京都廳（西新宿二丁目）
- 東京都税事務所（西新宿七丁目）
- 東京都勞動委員會（西新宿二丁目）

### 官公廳

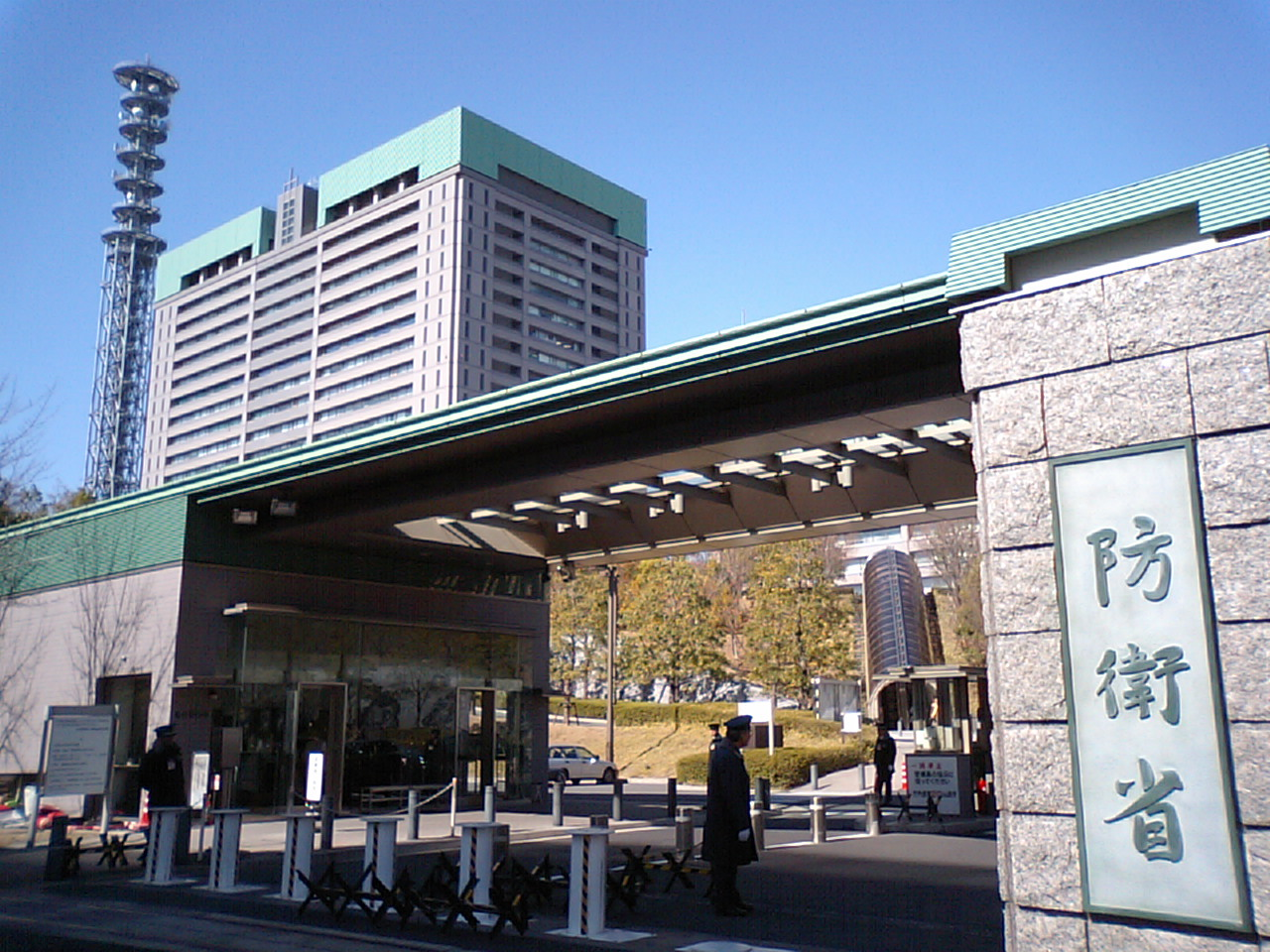
防衛省本廳舍

- 防衛省本廳舍（市谷本村町） - 「市谷1號館（陸上自衛隊東部方面總監部）」舊址
- 總務省第二廳舍（若松町） - 統計局
- 厚生勞動省戶山研究廳舍（戶山一丁目） - 國立感染症研究所、國立健康、榮養研究所

#### 辦事處、分部
- 國稅廳
  - 新宿稅務署（北新宿一丁目）
  - 四谷稅務署（三榮町）
- 法務省
  - 東京法務局新宿出張所（北新宿一丁目）
  - 新宿公証役場（西新宿七丁目）
  - 新宿御苑前公証役場（新宿二丁目）
  - 高田馬場公証役場（高田馬場一丁目）
- 厚生勞動省
  - 新宿勞動基準監督署（西新宿七丁目）
  - 新宿公共職業安定所（歌舞伎町二丁目）
- 日本年金機構
  - 南關東地區本部（大久保二丁目）
  - 新宿年金事務所（大久保二丁目）

### 驻日外國公館
- 伊利諾州政府駐日事務所（市谷砂土原町二丁目）
- 科羅拉多州政府驻日代表事務所（西早稻田二丁目）
- 摩爾多瓦共和國大使館（榎町）
- 帛琉共和國大使館（片町）
- 馬紹爾群島共和國大使館（南元町)

### 電力、燃气、自來水
- 東京電力新宿支社（新宿五丁目）
- 東京燃氣家庭服務本部（西新宿三丁目）
- 東京都水道局新宿營業所（內藤町）

### 郵局
2008年（平成20年）7月為止新宿區內的郵局有56處、ATM17處。沒有簡易郵局。
集配郵局：（區內部分地域屬中野區落合郵局。）
- 牛込郵局：〒162-8799 北山伏町1-5
- 新宿郵局：〒163-8799 西新宿1-8-8
- 新宿北郵局：〒169-8799 大久保3-14-8

郵貯銀行
- 牛込店（牛込郵局併設）
- 新宿店（新宿郵局併設）

簡保生命保險
- 新宿支店

郵局

| - 市谷柳町郵局 - 牛込郵局 - 牛込抜辯天郵局 - 牛込若松町郵局 - 北新宿三郵局 - KDDI大廈內郵局 - 新大久保站前郵局 - 新宿郵局 - 新宿I-Town郵局 - 新宿i-Land郵局 - 新宿一郵局 - 新宿大久保郵局 - 新宿小瀧橋郵局 - 新宿改代町郵局 - 新宿神樂坂郵局 - 新宿歌舞伎町郵局 - 新宿上落合郵局 - 新宿北郵局 - 新宿區役所內郵局 - 新宿三郵局 | - 新宿下落合三郵局 - 新宿下落合四郵局 - 新宿新小川町郵局 - 新宿住吉郵局 - 新宿諏訪町郵局 - 新宿中心大廈內郵局 - 新宿第一生命大廈內郵局 - 新宿天神郵局 - 新宿戶山郵局 - 新宿中落合郵局 - 新宿二郵局 - 新宿西落合郵局 - 新宿野村大廈內郵局 - 新宿花園郵局 - 新宿馬場下郵局 - 新宿公園塔內郵局 - 新宿百人町郵局 - 新宿廣小路郵局 - 新宿保健會館內郵局 | - 新宿三井大廈內郵局 - 新宿明治通郵局 - 新目白通郵局 - 高田馬場郵局 - 高田馬場二郵局 - 東京歌劇城郵局 - 東京都廳內郵局 - 西新宿七郵局 - 西新宿八郵局 - 西新宿四郵局 - 西早稻田一郵局 - 四谷郵局 - 四谷站前郵局 - 四谷大木戶郵局 - 四谷通二郵局 - 早稻田大學前郵局 - 早稻田通郵局 |

### 醫院
新宿區醫院（病床數20以上）有18所，病床數6750。東京都內僅次於板橋區、八王子市に。此外，平均1醫院病床數為375（東京都內僅次於文京區、狛江市）。
新宿區內以下6醫院為（2009年（平成21年）10月）東京都災害據點醫院，為廣域災害時的救急醫療據點。
- 慶應義塾大學醫院（信濃町35、特定機能醫院）
- 國立國際醫療研究中心醫院（戶山一丁目21-1）
- JCHO東京山手醫療中心（百人町三丁目22-1）
- 東京醫科大學醫院（西新宿六丁目7-1、救命救急中心、特定機能醫院）
- 東京女子醫科大學醫院（河田町8-1、救命救急中心）
- 東京都保健醫療公社大久保醫院（歌舞伎町二丁目44-1、地域醫療支援醫院）

其他主要醫院：
- 聖母醫院（中落合2-5-1）
- JCHO東京新宿醫療中心（津久戶町5-1）
- 晴和醫院（辯天町91）
- 林外科醫院（大京町27）
- 春山外科醫院（百人町1-24-5）
- 目白醫院（下落合3-22-23）
- 柳町醫院（市谷柳町25）

### 文化設施

#### 博物館
- 國立印刷局紙鈔與郵票博物館（市谷本村町）
- 國立科學博物館新宿分館（百人町三丁目）
- 新宿區立新宿歴史博物館（三栄町）
- 東京消防廳消防博物館（四谷三丁目）
- 東京玩具美術館

#### 圖書館

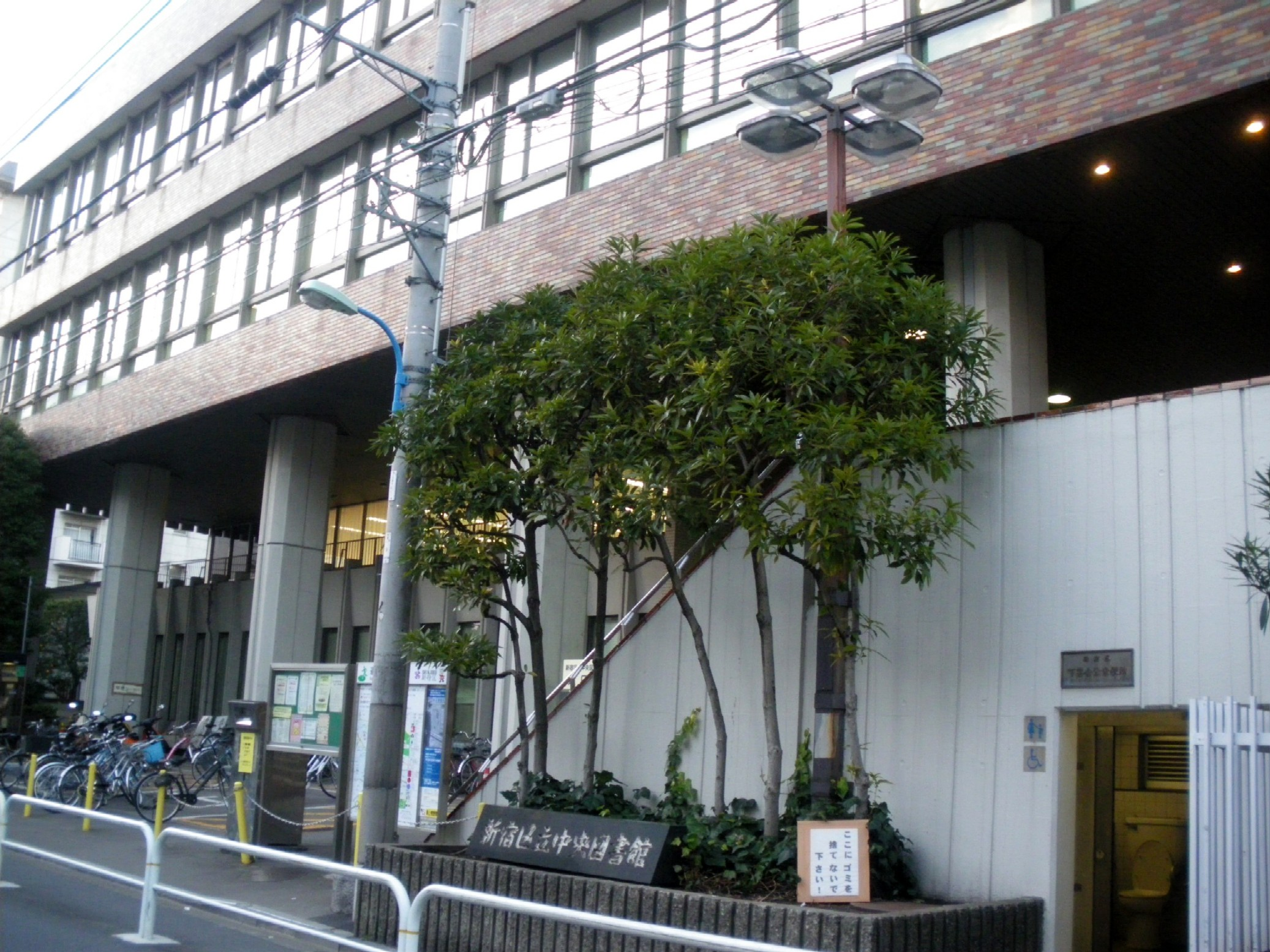
下落合的新宿區立中央圖書館

新宿區內圖書館與類似設施，一般民眾可利用的公立設施有17所。
教育委員會組織下的圖書館藏書總數約82萬冊（含雜誌），視聽資料約4萬5000冊。
| - 新宿區教育委員會 - 新宿區立中央圖書館（下落合一丁目） - 新宿區立大久保圖書館（大久保二丁目） - 新宿區立北新宿圖書館（北新宿三丁目） - 新宿區立孩子圖書館（下落合一丁目） - 新宿區立角筈圖書館（西新宿四丁目） - 新宿區立鶴卷圖書館（早稻田鶴卷町） - 新宿區立戶山圖書館（戶山二丁目） - 新宿區立西落合圖書館（西落合四丁目） - 新宿區立中町圖書館（中町） - 新宿區立四谷圖書館（內藤町） | - 新宿區役所總務部 - 區政情報中心（歌舞伎町一丁目、新宿區役所本廳舍內） - 性別平等促進中心圖書資料室（荒木町） - 國立國會圖書館支部 - 防衛省圖書館（市谷本村町、防衛廳本廳舍內） - 總務省統計圖書館（若松町、總務省第二廳舍內） - 東京都 - 東京都議會圖書館（西新宿二丁目、東京都廳議会棟內） - 統計部統計資料室（西新宿二丁目、東京都廳第一本廳舍內） - 都民情報室（西新宿二丁目、東京都廳第一本廳舍內） |

以下是設有條件或特殊目的的圖書館。
- 新宿區議會圖書館（歌舞伎町一丁目、新宿區役所本廳舍內） - 新宿區議會議員的介紹
- 東京富士大學附屬圖書館（下落合一丁目） - 在新宿區立圖書館辦過手續且20歲以上的新宿區民
- 目白大學新宿圖書館（中落合四丁目） -  在新宿區立圖書館辦過手續且20歲以上的新宿區民

#### 多功能會館

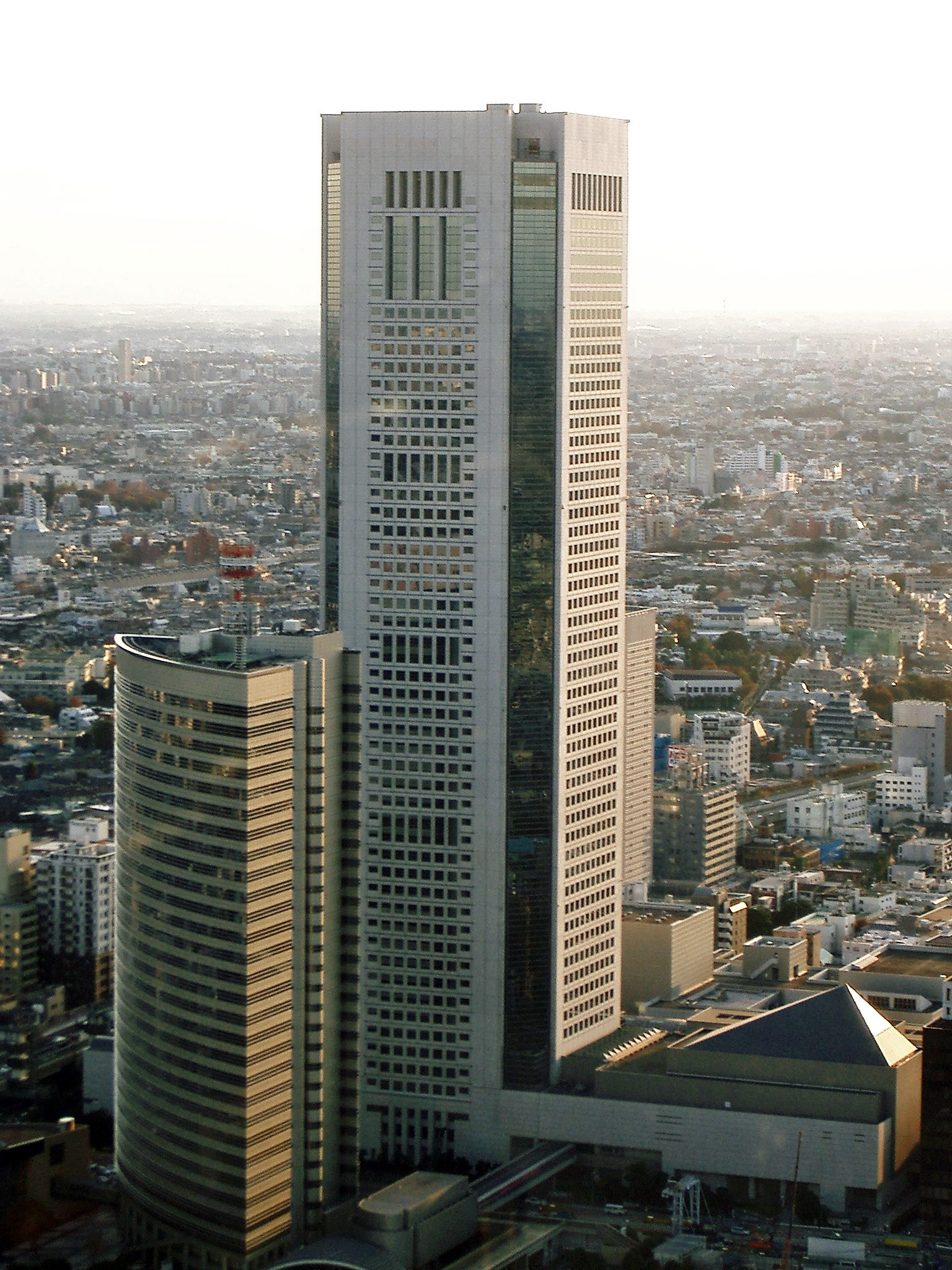
東京歌劇城

- 東京歌劇城
- 新宿文化中心
- 四谷區民會館
- 角筈區民會館
- 牛込箪笥區民會館
- 明治安田生命會館
- 日本青年館
- 紀伊國屋會館
- 新宿永谷會館
- 新宿黃金街劇場
- 公園塔會館
- 新宿i-Land會館
- 安與會館

#### 運動設施

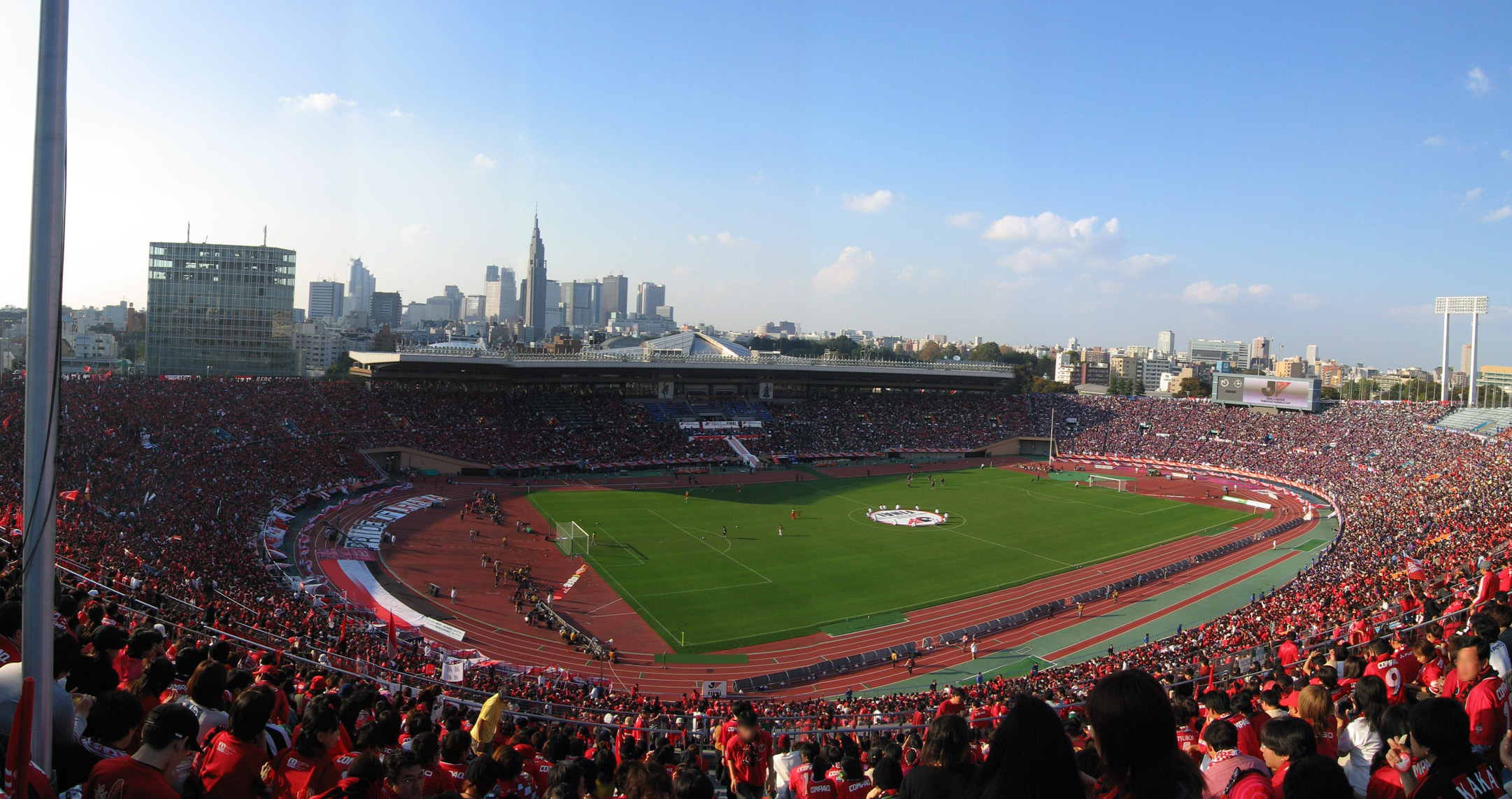
國立霞丘陸上競技場

- 明治神宮棒球場
- 大久保運動廣場（大久保三丁目）
- 國立霞丘陸上競技場（霞丘町）
- 新宿Cosmic運動中心（大久保三丁目）
- 新宿運動中心（大久保三丁目）
- 西落合公園少年野球場（西落合二丁目）
- 西戶山公園棒球場（百人町四丁目）
- 明治神宮棒球場（霞丘町）

#### 公園

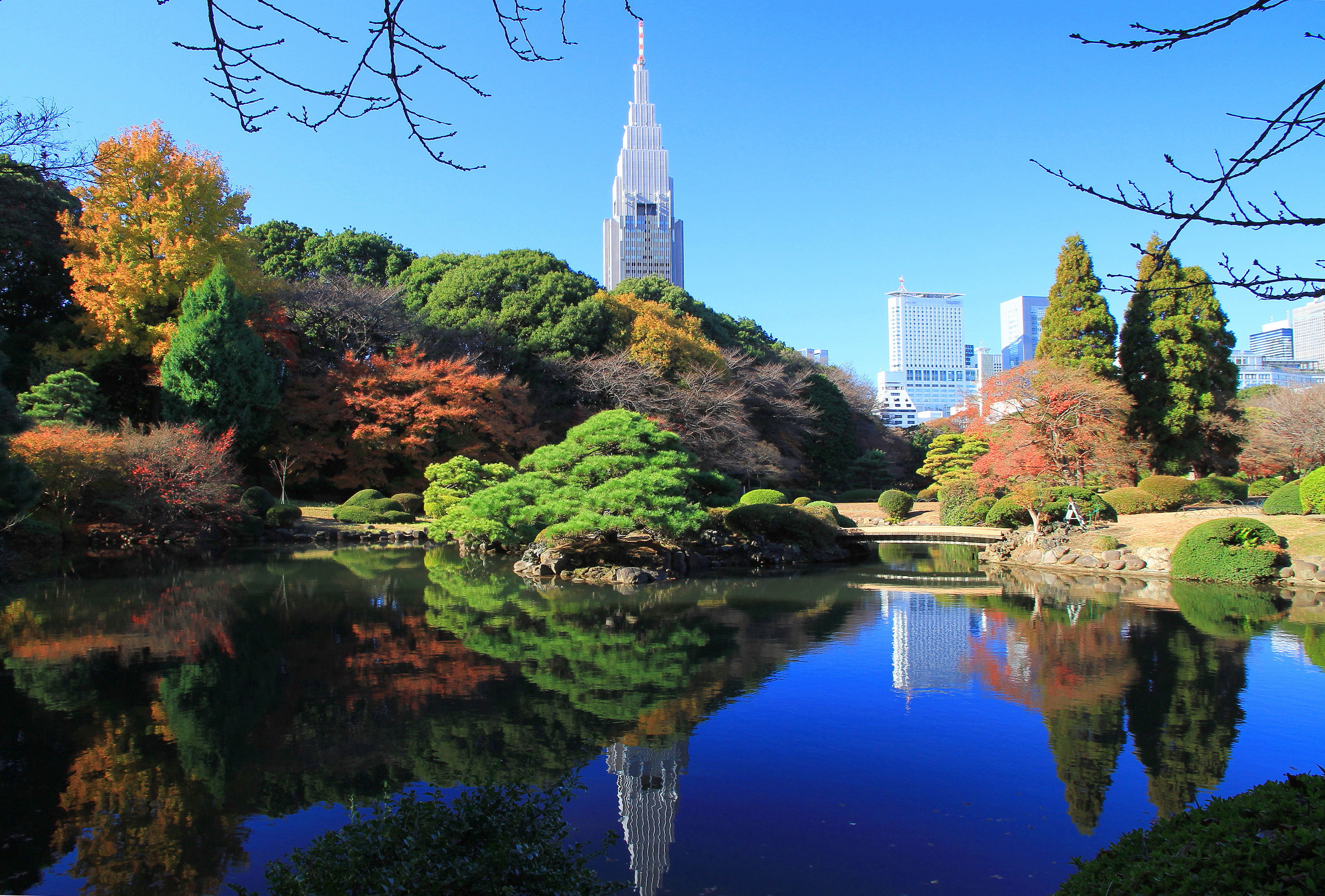
新宿御苑

- 國立
  - 新宿御苑（內藤町）
  - 明治神宮外苑（霞丘町）
- 東京都立
  - 戶山公園（戶山二丁目、三丁目）
  - 明治公園（霞丘町）
- 新宿區立
  - 落合中央公園（上落合二丁目）
  - 少女山公園（下落合二丁目）
  - 甘泉園公園（西早稻田三丁目）
  - 北新宿公園（北新宿三丁目）
  - 小泉八雲紀念公園（大久保一丁目）
  - 新宿中央公園（西新宿二丁目）
  - 鶴卷南公園（早稻田町）
  - 戶塚公園（高田馬場三丁目）
  - 抜辯天北公園（新宿七丁目）
  - 四谷見附公園（四谷一丁目）
  - 若葉東公園（四谷一丁目）
  - 若宮公園（若宮町）

## 教育

### 大學
- 學習院女子大學（戶山三丁目）
- 慶應義塾大學信濃町校區（信濃町） - 醫學部、看護醫療學部、大學醫院
- 工學院大學新宿校區（西新宿一丁目）
- 聖母大學（下落合四丁目）
- 寶塚大學東京新宿校區（西新宿七丁目） - 東京媒體內容學部、大學院
- 中央大學市谷校區（市谷本村町） - 大學院（法科大學院、會計專門職大學院）
- 東京醫科大學（新宿六丁目）
- 東京國際大學早稻田校區（西早稻田二丁目） - 大學院臨床心理學研究科、商學研究科
- 東京女子醫科大學（河田町）
- 東京富士大學（下落合一丁目）
- 東京理科大學神楽坂校區（神楽坂一丁目）
- 日本大學新宿衛星校區（西新宿一丁目）
- 法政大學市谷校區一部分（市谷田町二丁目） - 設計工學部、大學院棟
- 目白大學新宿校區（中落合四丁目）
- 早稻田大學
  - 早稻田校區（西早稻田一丁目）
  - 戶山校區（戶山一丁目） - 文學部
  - 大久保校區（大久保三丁目） - 理工學部
  - 喜久井町校區（喜久井町）

### 專修學校
- Gregg外語專門學校新宿校（百人町二丁目）
- 日本電腦設計專門學校（大京町）
- 真野美容專門學校（歌舞伎町二丁目）
- 日本電子專門學校（百人町一丁目）
- 東京YMCA國際飯店專門學校（西早稻田二丁目）
- 日本福祉專門學校 (高田馬場二丁目）
- 早稻田美容專門學校（西早稻田二丁目）

### 高等學校
| - 東京都立 - 新宿高等學校（內藤町） - 新宿山吹高等學校（山吹町） - 戶山高等學校（戶山三丁目） - 都立總合藝術高校（美術科、舞台表現科、富久町） | - 私立 - 海城高等學校（大久保三丁目） - 學習院女子高等科（戶山三丁目） - 成城高等學校（原町三丁目） - 成女高等學校（富久町） - 保善高等學校（大久保三丁目） - 目白研心高等學校（中落合四丁目） - 早稻田高等學校（馬場下町） - 鹿島學園高等學校新宿WING校區、新宿校區、西新宿聲優校區 - 克拉克紀念國際高等學校東京校區（高田馬場一丁目） - 八洲學園高等學校新宿校區（新宿二丁目） - 大智學園高等學校東京校（北新宿一丁目） - 屋久島大空高等學校新宿校區（西新宿八丁目） |

### 中學校
- 海城中學校（大久保三丁目）
- 學習院女子中等科（戶山三丁目）
- 成城中學校（原町三丁目）
- 成女學園中學校（富久町）
- 目白研心中學校（中落合四丁目）
- 早稻田中學校（馬場下町）

### 小學校
- 學習院初等科（若葉一丁目）

## 名所、史蹟、文化財

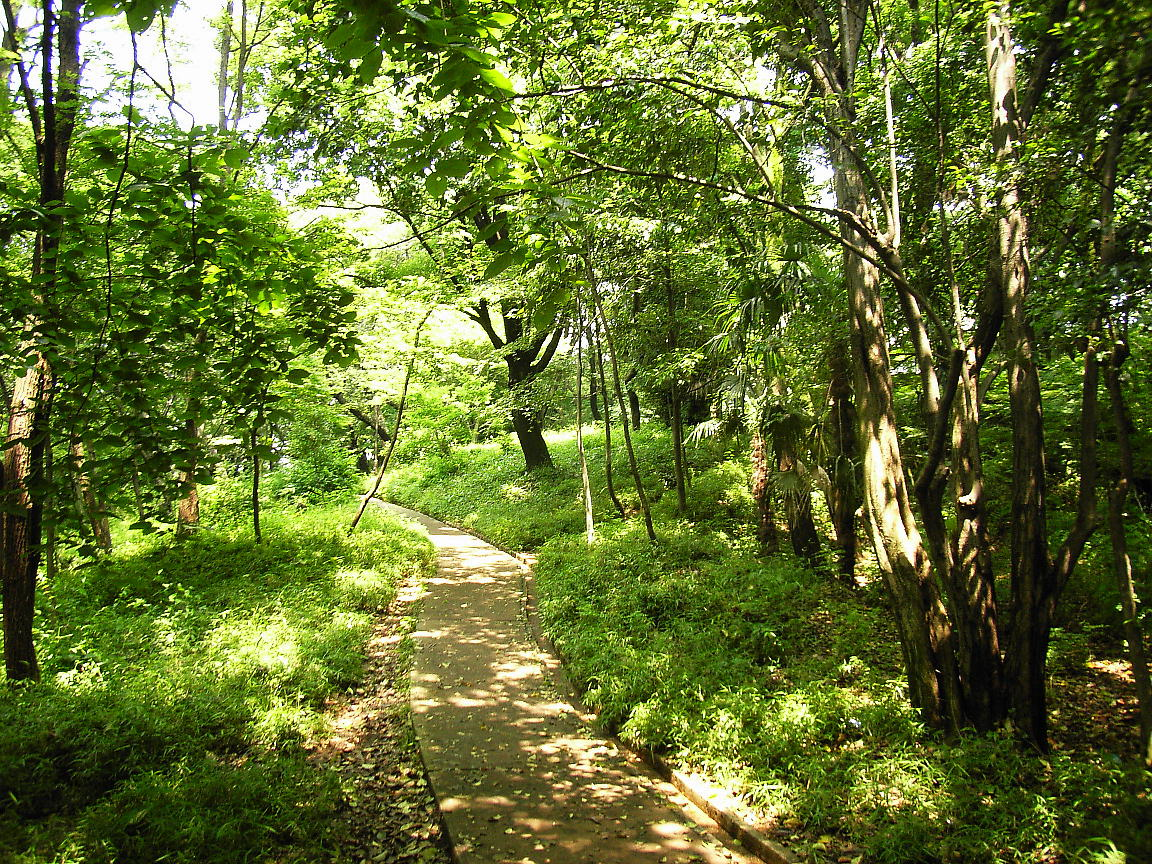
箱根山

- 近衛公之欅（下落合二丁目）
- 新宿御苑
- 新宿末廣亭 - 寄席
- 箱根山
- 明治神宮外苑

## 新宿區相關的人物、作品

### 知名出身者

#### 文化
- 夏目漱石：作家。早稻田出身。
- 藤田嗣治：画家、雕刻家。舊牛込區新小川町出身。
- 西條八十：詩人、佛文學者。舊牛込區出身。
- 三島由紀夫：作家。舊四谷區出身。
- 江藤淳：文學評論家。舊淀橋區出身。
- 篠山紀信：攝影師。柏木町出身。
- 筒美京平：作曲家。
- 坂本龍一：音樂家。新宿高校出身。
- 鯨井意玖子：漫畫家。
- 辻陽：作曲家、編曲家。
- 乙武洋匡：體育記者。

#### 自然科學
- 杉田玄白：江戶時代的蘭學醫。牛込矢來町出生。

#### 藝能
- 丹波哲郎：演員
- 大橋穰：歌手、作曲家
- 豐原功補：演員
- 岡本麻彌：聲優、女演員
- 田代政：前藝人
- 佐藤浩市：演員
- 渡部篤郎：演員
- 山本耕史：演員
- 小澤真珠：女演員
- 成宮寬貴：男演員

#### 體育
- 大橋穰：前職業野球選手。
- 佐藤琢磨：F1車手。
- 永井雄一郎：足球選手（日本職業足球乙級聯賽橫濱FC）。

#### 政治
- 平沼赳夫：眾議院議員（岡山3區選出）、前經濟產業大臣。
- 中川秀直：眾議院議員（廣島4區選出）、前内閣官房長官。

### 相關人物

#### 新宿區名譽區民
- 草間彌生

#### 居住、在住
- 馬蒂·弗里德曼：吉他手
- 赤松健：漫畫家
- 本田宗一郎
- 林芙美子（新宿區立林芙美子紀念館（東京都選定歷史建造物））
- 草間彌生：畫家、雕刻家、小說家

### 相關作品

#### 古典
- 『四谷怪談』
- 『甲駅新話』

#### 連續劇
- 『傳說中的教師』：松本人志主演。
- 『戀愛少女』：真中瞳主演。
- 『敬啟、父親大人』：二宮和也主演。

#### 動畫
- 『數碼寶貝03馴獸師之王』

#### 漫畫
- 『原子小金剛』
- 『城市獵人』
  - 『天使心』
- 『20世紀少年』
- 『名探偵柯南』
- 『夜王』
- 『屍體如山的死亡遊戲』

#### 電影
- 『容疑者室井慎次』
- 『哥吉拉』（1984年）
- 『哥吉拉vs王者基多拉』
- 『魔斯拉3 王者基多拉來襲』
- 『哥吉拉2000』
- 『新宿暴力街 華火』『新宿暴力街 烈華』
- 『新宿事件』
- 『你的名字。』
- 『言葉之庭』
- 『天氣之子』

#### 遊戲
- 『偵探 神宮寺三郎系列』
- 『警察官 新宿24時』
- 『Fate/Grand Order』﹙惡性隔絕魔境 新宿﹚

### 事件
- 新宿騷亂事件：1968年（昭和43年）10月21日
- 新宿西口廣場反戰民謠集會事件：1969年（昭和44年）
- 新宿西口巴士縱火事件: 1980年（昭和55年）8月19日

## 備註
1. ↑  . city-shinjuku.j-server.com.   [2023-11-09]. （原始内容存档于2023-11-09）.
2. ↑  （毎日新聞　2012年09月13日　地方版）

## 外部連結
- 新宿區網站 （页面存档备份，存于）（日語）
- 新宿區網站中文網頁 （页面存档备份，存于）
- 新宿區觀光協會（日語）
- 新宿區觀光協會英文網頁（英文）